# Susk, Kostopil
Susk (în ucraineană Суськ) este un sat în comuna Diuksîn din raionul Kostopil, regiunea Rivne, Ucraina.

## Demografie
Componența lingvistică a localității Susk
     Ucraineană (99,43%)
     Alte limbi (0,56%)
Conform recensământului din 2001, majoritatea populației localității Susk era vorbitoare de ucraineană (99,43%), existând în minoritate și vorbitori de alte limbi.